# متروبولين
متروبولين للنقل العام المحدودة (بالعبرية: מטרופולין תחבורה ציבורית בע"מ) هي شركة إسرائيلية للنقل العام تأسست في عام 2000 وهي بملكية مشتركة بين شركتي «بون تور» و«مخشيري تنوعا». تُشغل الشركة حوالي 300 خط في النقب والشارون وما بين نتانيا وتل أبيب باستخدام حوالي 800 حافلة. توظف الشركة حوالي 2,000 موظف ومقرها في كفار سابا.

## وصلات خارجية
- الموقع الرسمي